# Championnats d'Océanie de BMX freestyle
Les championnats d'Océanie de BMX freestyle sont des compétitions de BMX freestyle organisées par la Confédération océanienne de cyclisme et faisant concourir des cyclistes issus des pays membres de la Confédération. 
Depuis 2011, des championnats d'Océanie de BMX racing sont également organisés.

## Éditions
| Année     | Lieu                                        | Ville                                       |
| --------- | ------------------------------------------- | ------------------------------------------- |
| 2019      | Australie                                   | Melbourne                                   |
| 2020-2021 | Annulé en raison de la pandémie de Covid-19 | Annulé en raison de la pandémie de Covid-19 |
| 2022      | Australie                                   | Brisbane                                    |
| 2023      | Australie                                   | Brisbane                                    |
| 2024      | Australie                                   | Melbourne                                   |

## Palmarès masculin

### BMX Freestyle Park
| Année | Champion       | Deuxième       | Troisième      |
| 2019  | Logan Martin   | Brandon Loupos | Jake Wallwork  |
| 2022  | Logan Martin   | Brandon Loupos | Jaie Toohey    |
| 2023  | Logan Martin   | Jaie Toohey    | Alec Danelutti |
| 2024  | Brandon Loupos | Samual Grace   | Jaie Toohey    |

## Palmarès féminin

### BMX Freestyle Park
| Année | Championne    | Deuxième      | Troisième           |
| 2019  | Natalya Diehm |               |                     |
| 2022  | Sarah Nicki   | Anais Prince  | Porschea Longbottom |
| 2023  | Sarah Nicki   | Natalya Diehm | Anais Prince        |
| 2024  | Natalya Diehm | Sarah Nicki   | Shanae Richmond     |